# Éliane Diverly
Éliane Diverly, née le 27 août 1914 à Grasse et morte le 1er octobre 2012 à Nogent-sur-Marne, est un peintre, portraitiste, dessinatrice et aquarelliste française.

## Biographie
Issue d'une famille de parfumeurs, elle grandit à Grasse après avoir passé ses premières années à Paris.
Encouragée par sa famille, elle suivit les cours de la Grande Chaumière à Paris où elle se fixa par la suite. Elle réalisa ses premières expositions à Cannes et Nice.
On lui doit des travaux pour la publicité, les revues de modes et tout particulièrement pour le monde de la parfumerie dont elle est issue. 
Elle fut sociétaire des Salons du Dessin et de la Peinture à l'eau, du musée de la Marine, National des Beaux Arts, des Artistes français.
Éliane Diverly fut invitée à présenter une rétrospective de ses œuvres au Salon des indépendants en 1999. Elle reçut de nombreuses décorations lors de ses expositions.

## Son œuvre
Son œuvre se caractérise par : 
- les portraits,
- les peintures animalières,
- les aquarelles de paysage (principalement Paris, Provence et Bretagne, souvent considérée comme une élève de Dunoyer de Segonzac),
- les natures mortes,
- la peinture symboliste.

Ses œuvres sont notamment représentées au Musée Fragonard de Grasse, au Musée de Saint-Maur et Musée de Sceaux.

## Expositions
- André Bouler, José Charlet, Éliane Diverly, Elvire Jan, Germaine Lacaze, Galerie Kaganovitch, Paris, 1982.